# Rhaphidophora cryptantha
Rhaphidophora cryptantha — вид квіткових рослин із родини Araceae, роду Rhaphidophora. Це ліана, рідним ареалом якої є Папуа Нова Гвінея.